# František Kmoch
František Kmoch (1. srpen 1848 Zásmuky – 30. duben 1912 Kolín) byl český dirigent a skladatel dechové hudby.

## Životopis

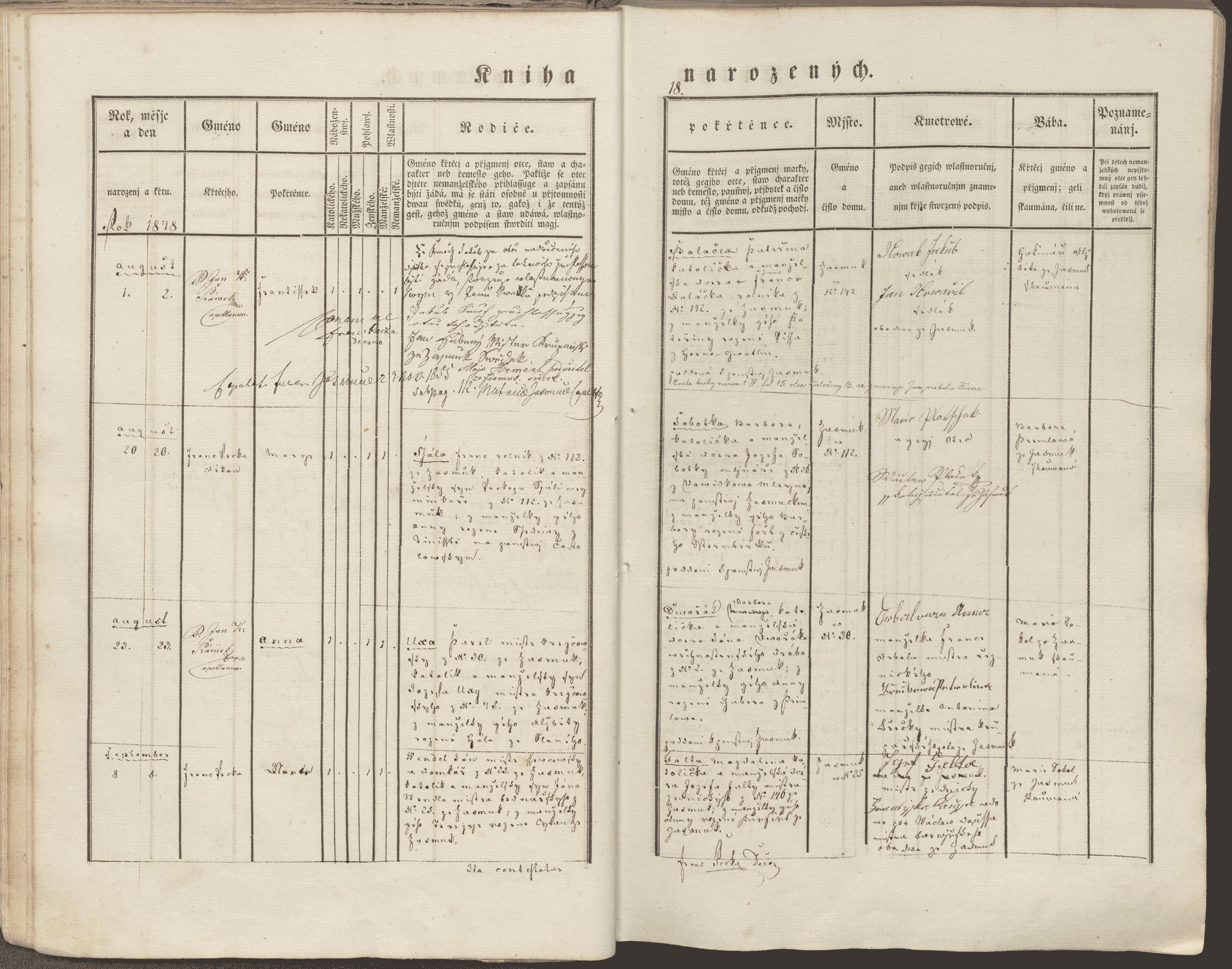
Matriční záznam o narození Františka Kmocha

Kmochův otec, krejčí, byl hráč na klarinet a hrál lidovou hudbu. Již jako dítě se František naučil hrát na housle a v 10 letech psal první drobné skladby.
V roce 1868 studoval na pedagogické škole v Praze a roku 1869 nastoupil na místo učitele v Suchdolu. Kromě výuky hrál často v různých orchestrech, skládal hudbu a začal dirigovat. Roku 1873 byl odvolán z učitelského místa s odůvodněním, že zanedbával svoje učitelské povinnosti a místo toho vystupoval s hudebními soubory na plesech. Je však také možné, že šlo o politické rozhodnutí související s Kmochovou neskrývanou podporou Sokola. Kmoch byl totiž dirigentem kolínského Sokolského dechového orchestru; ten sehrál v roce 1873 významnou roli při zahajovacím ceremoniálu Gymnastického festivalu v Praze, kdy návštěvníci oceňovali jak jeho interpretaci lidových písní, tak i původní Kmochovy skladby.
V této době se oženil s Josefou Kahslovou, dcerou dělníka z Kolína; později spolu měli pět dcer.
Za dirigenta si Kmocha zvolila také kolínská městská kapela; při ní Kmoch založil školu hudby, která získala státní uznání roku 1882. Ačkoliv dostával řadu nabídek od jiných měst, aby se stal dirigentem jejich dechového orchestru, Kmoch je odmítal a zůstával věrný Kolínu. Se svým vynikajícím orchestrem hostoval ve Vídni, Budapešti a Krakově a podnikl dokonce tříměsíční turné po Rusku.

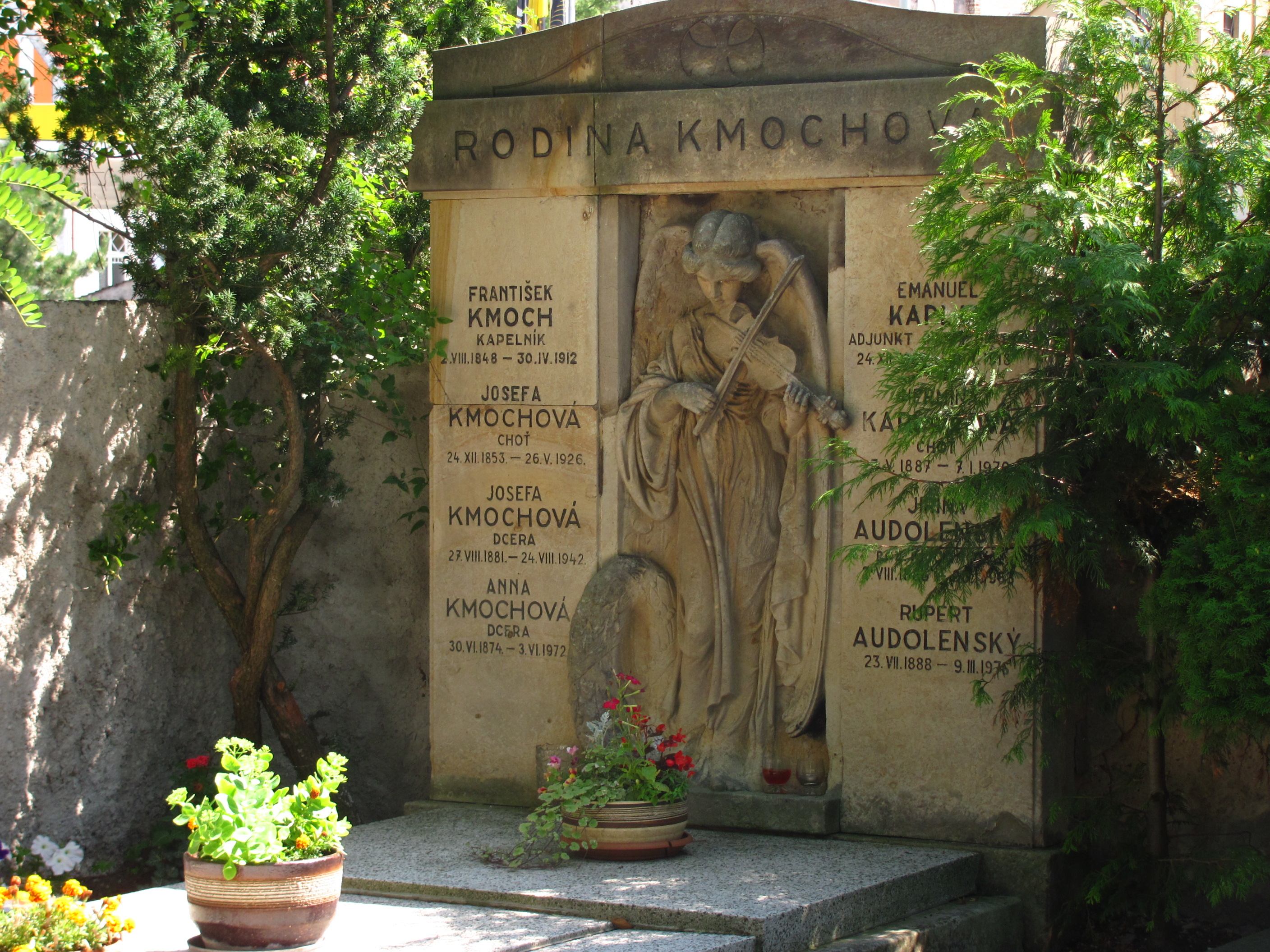
Hrob Františka Kmocha na hřbitově v Kolíně

## Hudební tvorba

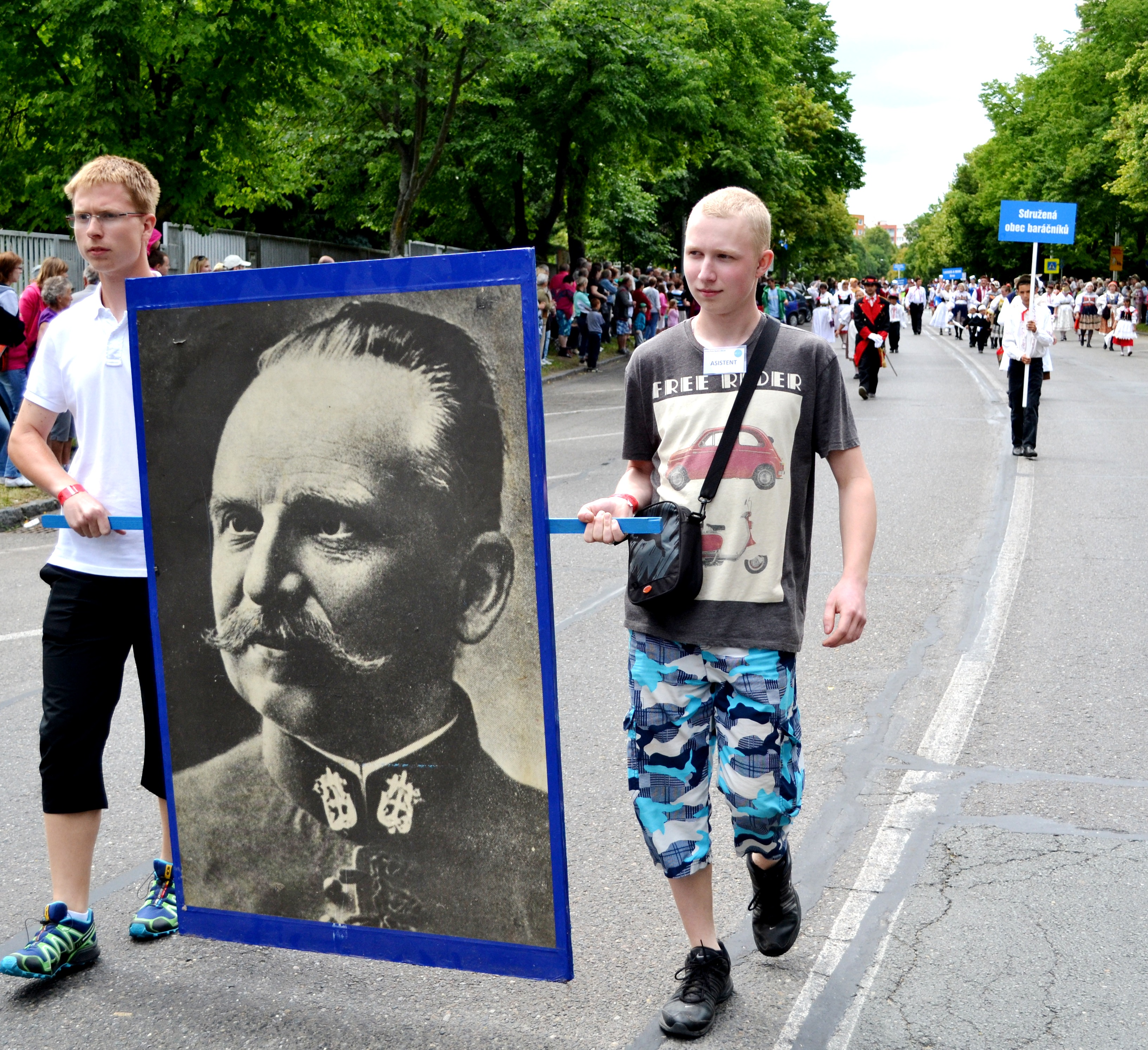
Kmochův portrét nesený v čele průvodu při Kmochově Kolíně 2014

V reakci na styl rakousko-uherských vojenských pochodů skládal Kmoch pochody hluboce zakořeněné v české lidové hudbě. Jejich prostřední části, dnes označované obvykle jako „trio“, byly téměř vždy doprovázeny textem, který zpívali hudebníci, sbor, případně posluchači. Tyto texty byly důležitým výrazem českého národního uvědomění.
V roce 1906 složil na aktuální německou aféru, zesměšňující německou armádu, šlágr Hejtman z Kopníku.
Kmoch dle vlastních slov za svůj život zachránil a zpopularizoval 105 českých národních písní .

## Kolínská městská kapela (Sokolský dechový orchestr)

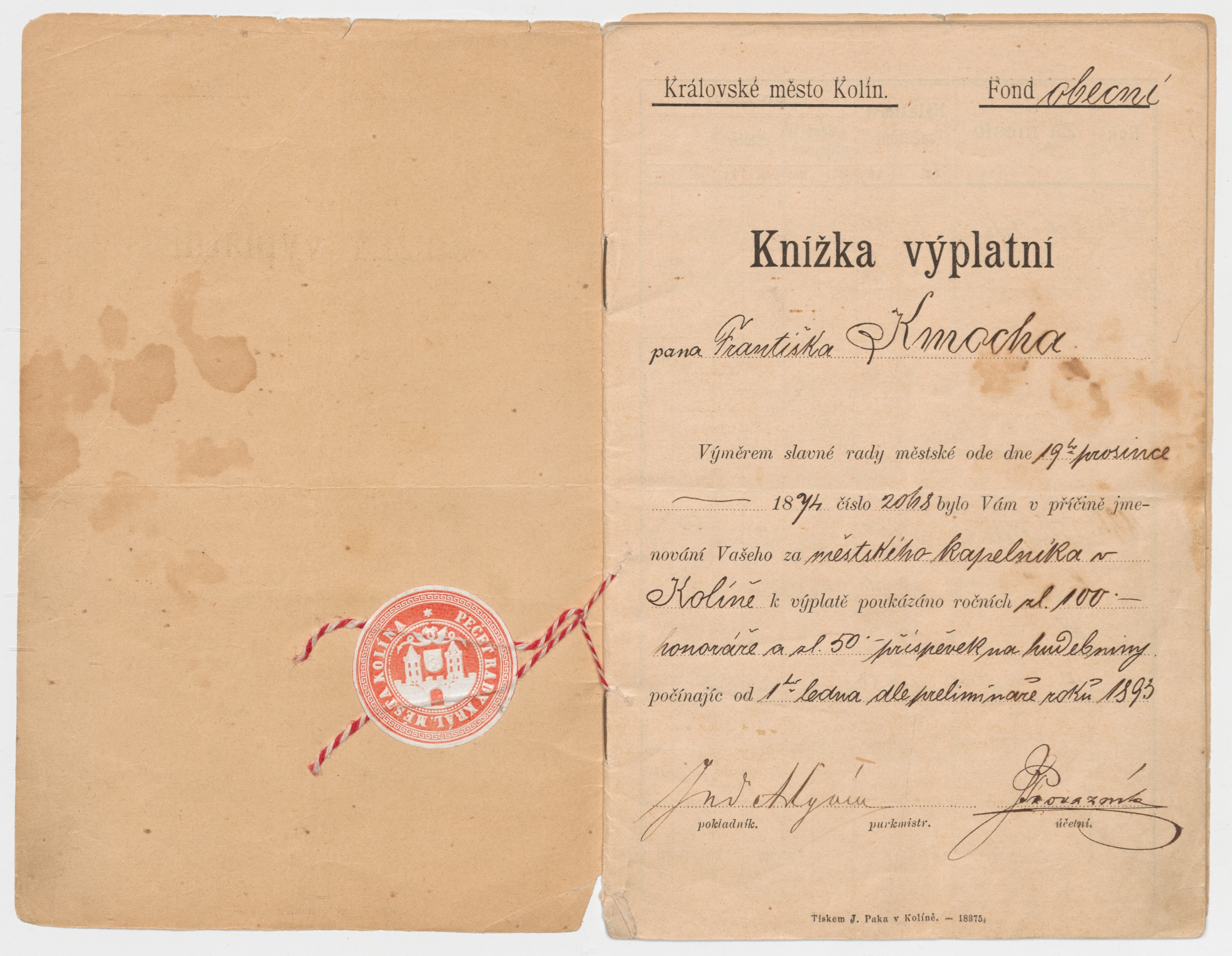
Výplatní knížka kolínského městského kapelníka Františka Kmocha z let 1893–1912. (SOkA Kolín)

Populární hudební sbor byl založen roku 1872 Františkem Kmochem z podnětu tělocvičné jednoty Sokol v Kolíně a měl původně 27 členů. Během krátké doby si získal velkou přízeň a oblibu, takže kromě mnoha zájezdů po Čechách, Moravě a Slezsku koncertoval i v Budapešti, Krakově, na výstavě v Nižním Novgorodě v Rusku a každoročně v Praze až do úmrtí svého neúnavného kapelníka Františka Kmocha v roce 1912. I tehdejší „menšiny“, jako Brno, Litoměřice, Liberec, Jihlava, Č. Budějovice atd. vzpomínaly na Kmocha, zazpíval-li se svým sborem Andulku Šafářovou, Podlipanského, Muziky, muziky a různé jiné písně. Po úmrtí mistra Kmocha 30. dubna 1912 převzal vedení sboru Alois Vlasák, který rozšířil sbor na 70 mužů a zdárně pokračoval ve šlépějích svého předchůdce.

## Vybrané skladby pro orchestr
- Andulko šafářova
- Česká muzika
- Dechovka hraje
- Duo pro dvě trubky
- Fanfára
- Festivalový pochod
- Hejtman z Kopníku
- Hoj, Mařenko!
- Hoj, vzhůru!
- Chorál
- Jarabáček
- Jara mládí
- Kolíne, Kolíne
- Koně vraný
- Letem světem

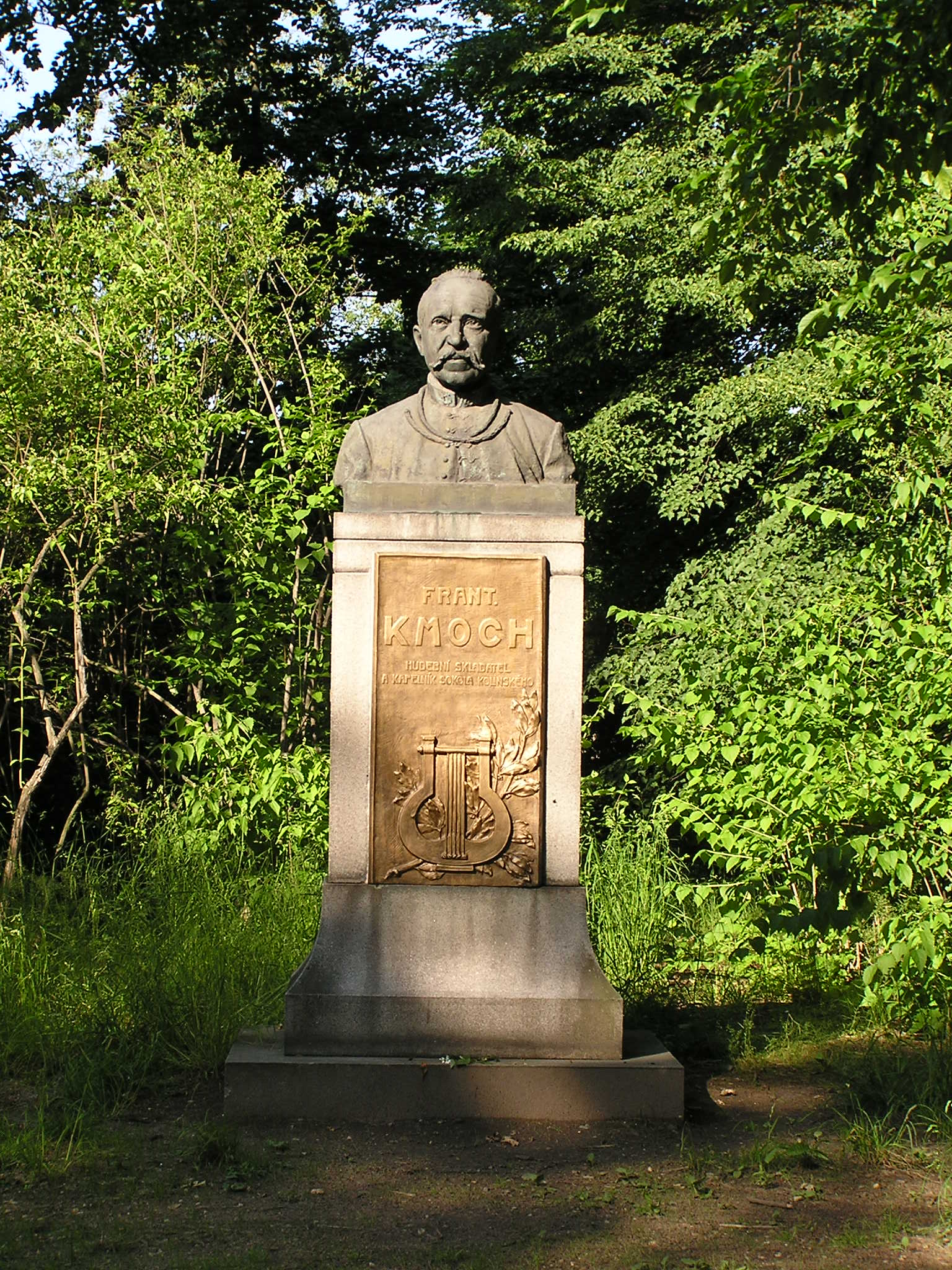
Busta Františka Kmocha na Kmochově ostrově v Kolíně

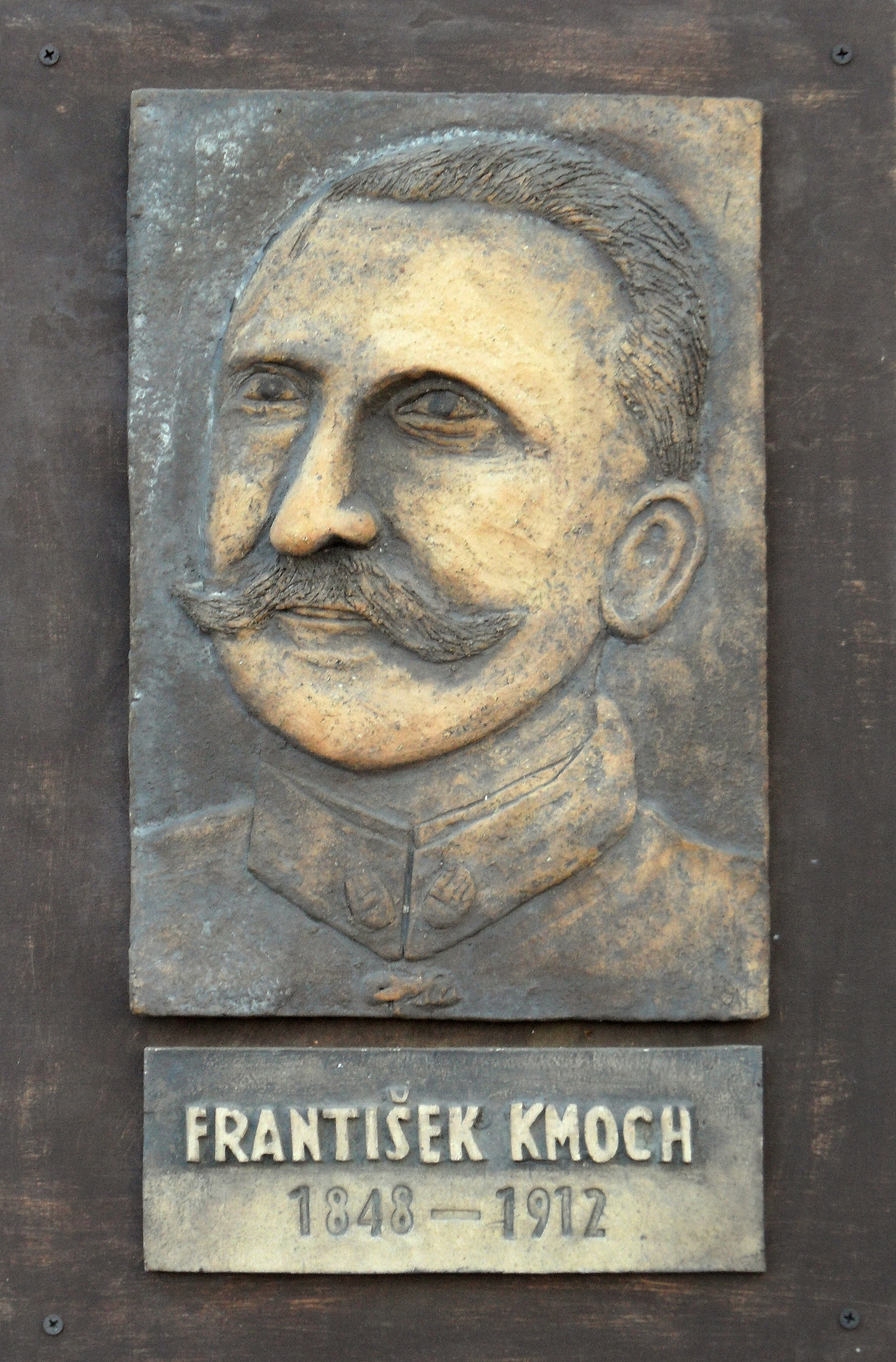
Pamětní deska na ZUŠ v Kolíně

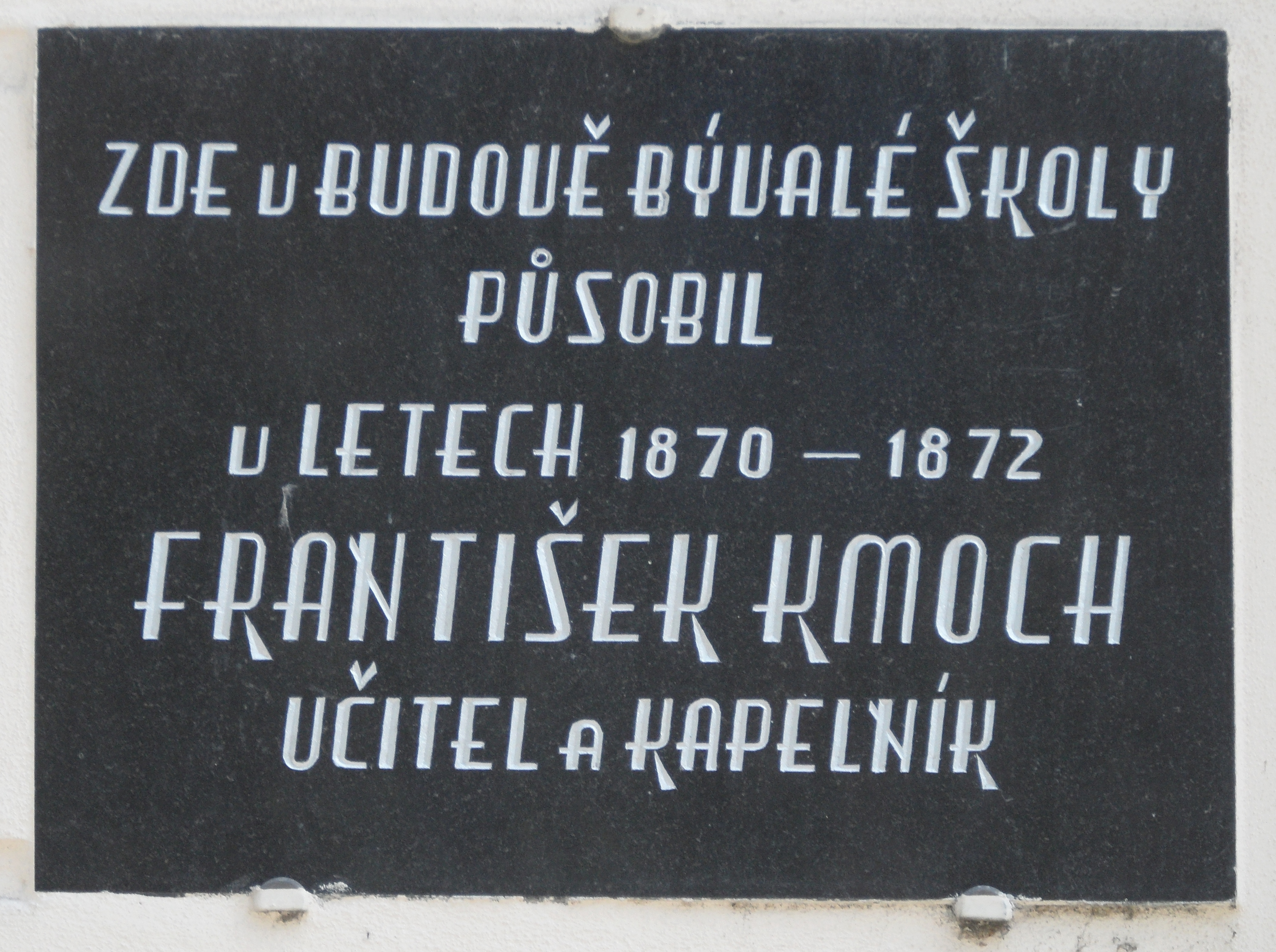
Pamětní deska na bývalé škole v Červených Pečkách

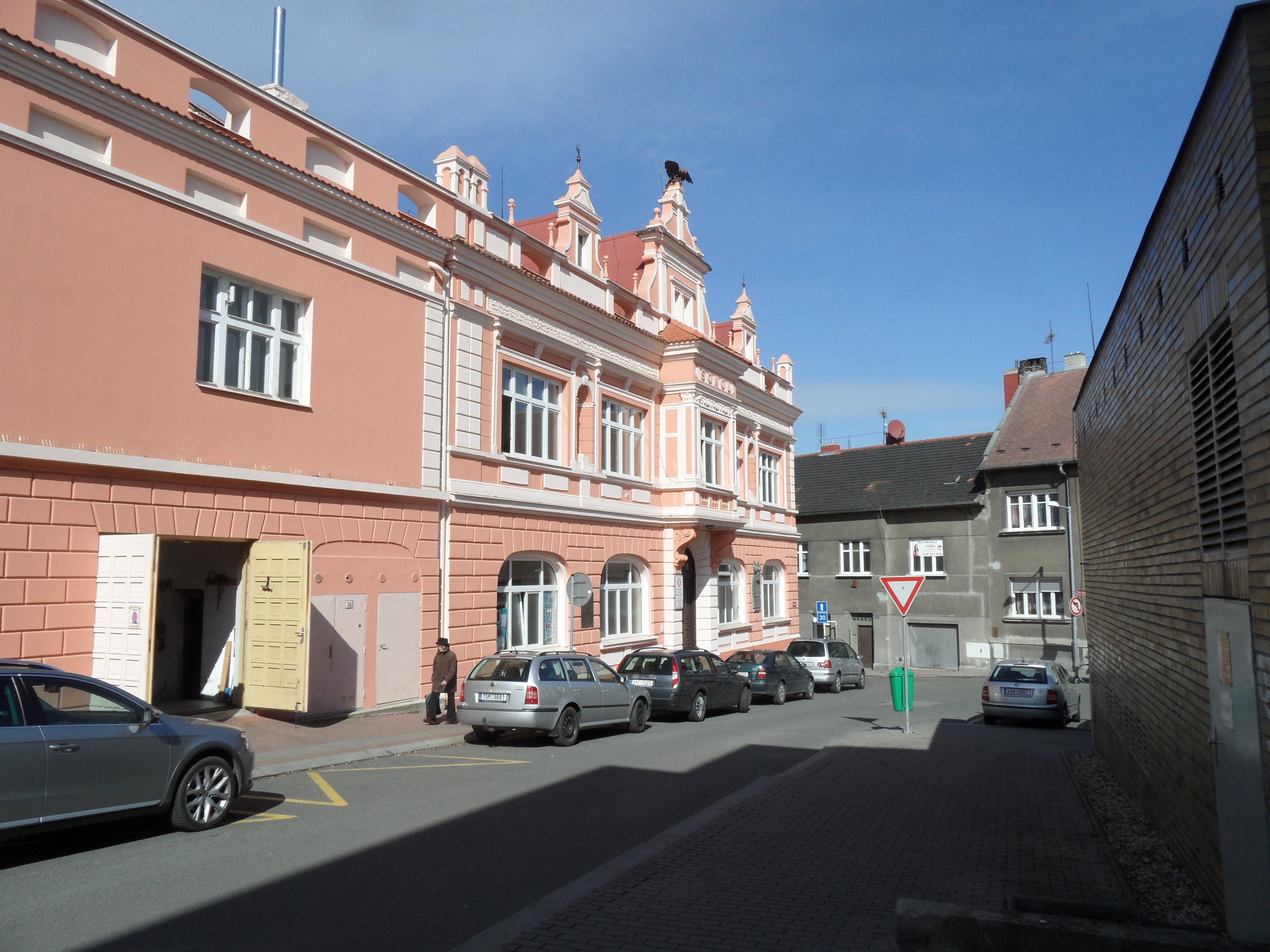
Kmochova ulice v Kolíně

- Lví silou – použil při tom trio pochodu od J. Pelce Lví silou
- Měsíček svítí
- Milý sen – koncertní valčíky
- Moje krásná vlast
- Můj koníček
- Muziky, muziky
- Na hrazdě – kvapík
- Na motoru – kvapík
- Na stříbropěnném Labi
- Zlatá Praha
- Nad Labem
- Návštěva ve Vídni – koncertantní polka
- Plzeňský pochod
- Po starodávnu
- Pod našima okny
- Pode mlejnem
- Pozdrav jara – valčík
- Vy hvězdičky
- Prapor náš
- Překrásná Praho
- Příchod sokolíků
- Romance pro křídlovku
- Rozmarná
- Roztomilá
- Rudý kvítek
- Sokol nazdar!
- Sokolský den
- V květu mladosti
- Vraný koně
- Vy hvězdičky
- V zátiší – třasák
- Vždy milá
- Za praporem sokolským
- Zastaveníčko
- Zelení hájové

## Památka
- Kmochův ostrov, ostrov na Labi v Kolíně, kde je v parku také pomník s bustou;
- Kmochův Kolín, mezinárodní letní festival dechových orchestrů, od roku 1962 organizovaný městem, na který pravidelně přijíždějí nejlepší dechové orchestry z celé Evropy;
- Městská hudba Františka Kmocha Kolín, městský dechový orchestr v Kolíně;
- plaketa na ZUŠ v Sokolské ulici v Kolíně;
- pamětní deska na bývalé škole v Červených Pečkách;
- Kmochova ulice v Kolíně, Liberci, Praze, Třebíči, Varnsdorfu a Kmochova cesta v Teplicích;
- roku 1998 při příležitosti 150. výročí narození vydala Česká národní banka stříbrnou pamětní minci s jeho portrétem v nominální hodnotě 200 Kč;
- 27. 5. 1998 byla v České republice vydána čtyřkorunová poštovní známka;
- v roce 1940 byl o Františku Kmochovi natočen životopisný film To byl český muzikant.

Ohlas díla
- Kmoch je spolu s Juliem Fučíkem považován za nejoblíbenějšího českého skladatele pochodů;[zdroj?]
- jeho dílo zahrnuje asi 500 skladeb, z nichž mnohé zlidověly.